# Nephele joiceyi
Nephele joiceyi là một loài bướm đêm thuộc họ Sphingidae. Nó được tìm thấy ở Indonesia (bao gồm Sumatra).
Chiều dài cánh trước là 44 mm. Nó rất giống với Nephele hespera nhưng lớn hơn.